# Appaleptoneta gertschi
Appaleptoneta gertschi là một loài nhện trong họ Leptonetidae.
Loài này thuộc chi Appaleptoneta. Appaleptoneta gertschi được miêu tả năm 1940 bởi Barrows.